# Vanda Lacerda
Wanda Lacerda Pamplona, nome artístico de Vanda Lacerda (Rio de Janeiro, 10 de setembro de 1923 — 14 de julho de 2001), foi uma atriz brasileira. Considerada uma das grandes damas do teatro nacional.

## Carreira
Estreou em 1940 como atriz da Rádio Nacional. Com o golpe militar de 1964 foi demitida da Rádio Nacional. Atuou em vários filmes e telenovelas, mas tornou-se mais conhecida nas telenovelas. Entre as telenovelas que participou, teve destaque em Minha Doce Namorada (1971), como Sarita Leão, O Espigão (1974), como Urânia Camará, Anjo Mau (1976), como Alzira Noronha, Sinal de Alerta (1978), como Melinda Montenegro, e, depois de um hiato de oito anos, voltou para as telas em Tudo ou Nada (1987), com uma personagem de destaque: a megera Ema Barroso. Em 2000 narrou o curta-metragem Valsa Número Seis (2000), sendo seu último trabalho.
Faleceu em 14 de julho de 2001, aos 77 anos, em sua casa no Rio de Janeiro, vítima de um edema pulmonar. O corpo foi enterrado no Cemitério São João Batista, em Botafogo, zona sul da cidade.

## Filmografia

### Cinema
| Ano  | Título                          | Personagem         | Notas              |
| ---- | ------------------------------- | ------------------ | ------------------ |
| 2000 | Valsa Número Seis               | Narradora          | Curta-metragem     |
| 1998 | Bom Dia Senhoras                | Velha Viúva        | Curta-metragem     |
| 1997 | Posta Restante                  | Viúva              | Curta-metragem     |
| 1995 | Felicidade É...                 | Esposa             | Segmento: "O Bolo" |
| 1988 | Imagens do Insconciente         | Narradora          |                    |
| 1981 | Álbum de Família                | Ruth               |                    |
| 1980 | Insônia                         | Aurora             |                    |
| 1979 | O Sol dos Amantes               | Dona Arminda       |                    |
| 1979 | Retrato Falado                  | —                  |                    |
| 1977 | Vida Vida                       | —                  |                    |
| 1974 | A Estrela Sobe                  | Dona Manuela       |                    |
| 1973 | Tati                            | Dona Adélia Campos |                    |
| 1971 | S. Bernardo                     | Dona Glória        |                    |
| 1969 | Matou a Família e Foi ao Cinema | Mãe de Regina      |                    |
| 1967 | Cara a Cara                     | Mãe de Raul        |                    |
| 1965 | A Falecida                      | Madame Crisálida   |                    |
| 1946 | Fantasma por Acaso              | Clarice            |                    |
| 1945 | Vidas Solidárias                |                    |                    |
| 1944 | Gente Honesta                   | Eduarda Mendes     |                    |

### Televisão
| Ano  | Título                     | Personagem                    | Notas                                |
| ---- | -------------------------- | ----------------------------- | ------------------------------------ |
| 1999 | Luna Caliente              | Maria                         |                                      |
| 1998 | Torre de Babel             | Eglantine                     |                                      |
| 1996 | Quem É Você?               | Anita                         |                                      |
| 1995 | A Próxima Vítima           | Tia Anunciata Ferreto         |                                      |
| 1994 | Memorial de Maria Moura    | Francisca                     |                                      |
| 1992 | Você Decide                | Maria Nogueira                | Episódio: "Justiça de Deus"          |
| 1991 | Meu Marido                 | Edith                         |                                      |
| 1990 | Abraçar as Árvores         | Júlia                         |                                      |
| 1987 | Carmem                     | Juíza                         | [ 5 ]                                |
| 1986 | Tudo ou Nada               | Ema Barroso                   |                                      |
| 1979 | Malu Mulher                | Dora                          | Episódio: "Acabou-se o Que Era Doce" |
| 1978 | Ciranda, Cirandinha        | Isabel                        | 2 episódios                          |
| 1978 | Sinal de Alerta            | Melinda Montengro             |                                      |
| 1976 | Anjo Mau                   | Alzira Noronha                |                                      |
| 1975 | Caso Especial              | Graça                         | Episódio: "Felicidade"               |
| 1974 | O Espigão                  | Urânia Camará                 |                                      |
| 1973 | Caso Especial              | Mãe da noiva                  | Episódio: "Medeia"                   |
| 1972 | Uma Rosa com Amor          | Joana Camargo (Joana Carioca) |                                      |
| 1971 | Minha Doce Namorada        | Sarita Leão                   |                                      |
| 1970 | Assim na Terra Como no Céu | Marieta                       |                                      |
| 1968 | Demian, o Justiceiro       | Sumitra                       |                                      |
| 1968 | O Santo Mestiço            | Madre Emanuella               |                                      |
| 1966 | O Pecado de Ser Mãe        | —                             |                                      |
| 1966 | A Noiva do Passado         | —                             |                                      |
| 1959 | Teledrama                  | —                             | Episódio: "Um Raio de Sol"           |

## No Teatro[9]
- 1944 - Dias Felizes
- 1945 - O Fantasma de Canterville
- 1945 - Romeu e Julieta
- 1947 - Já É Manhã no Mar
- 1947 - Ser ou Não Ser
- 1949 - Ciúmes
- 1958 - Quartos Separados
- 1959/1960 - As Três Irmãs
- 1959/1960 - D. João Tenório
- 1960 - Sangue no Domingo
- 1961 - Boca de Ouro
- 1965 - O Chão dos Penitentes
- 1965/1966 - A Vida Impressa em Dólar
- 1966 - Édipo Rei
- 1967 - Álbum de Família
- 1967 - A Moratória
- 1968 - Luz de Gás
- 1968 - O Jardim das Cerejeiras
- 1969 - Chantagem
- 1970 - A Ratoeira
- 1972 - Um Panorama Visto da Ponte
- 1974 - A Dama de Copas e o Rei de Cuba
- 1974 - Dona Xepa
- 1976 - Os Filhos de Kennedy
- 1977 - Entre Quatro Paredes
- 1980 - Este Banheiro É Pequeno Demais para Nós Dois
- 1982 - Quero
- 1984/1985 - Freud - No Distante País da Alma
- 1986 - Ninguém Mais Se Lembra
  - 1986 - Os Filhos Terríveis
- 1989/1992 - Passei o Ferro na Velha
- 1991 - A Esfinge do Engenho de Dentro
- 1993 - O Futuro Dura Muito Tempo
- 1994 - A Alma Quando Sonha É Teatro
- 2000 - A Mulher sem Pecado